# Морська свиня (міфологія)
Морська свиня (лат. Porcus Marinus) було ім'ям, що давалося різноманітним морським чи мітичним створінням протягом історії. Найранішу згадку про 'морську свиню' можна простежити аж до Давньої Греції. У цьому контексті назва інтерпретована як 'фоцена', оскільки фоцена й свиня мають круглясту форму тіла. Деякі класичні вчені однак уважають, що латинське ‘поркус’ описувало хрюкання даної риби, а не фізичну схожість до свині.
Створіння з'явилися в Carta marina, а також були зображені в супутніх деревних різьбах, як фантастичні звірі з чотирма драконовими лапами й одним оком у пупку. Мапа розміщувала створінь у водах на південь від Ісландії.
Додаткові свідчення з 16-ого й 17-ого століть відкреслили морську свиню від більш звичних морських створінь. Звірей описували такими, які «мають голову, як у кабана, зуби, та бивні як у кнура». За цими свідченнями морські кабани подорожували в зграях із сотні особин. Одначе сучасний натураліст Джон Рей чітко стверджував, що морська свиня і фоцена були одним і тим самим.
Образ морської свині можна знайти й у балто-слов'янській міфології. Наявний образ «рибного пастуха», асоційований з водяником, який кличе свою «худобу», тобто риб, свинями. Образ свині також міг пов'язуватися з військовими кораблями. Так, у хроніці Тітмара Мерзебурзького оповідається, що жителі Ретри вірили у величезного морського кабана, який виходив із води при нависанні серйозної воєнної небезпеки над містом. 